# Санчо Рамирес (король Вигеры)
Санчо Рамирес (исп. Sancho Ramírez, умер в 1002) — король Вигеры (981—1002), сын Рамиро Гарсеса.

## Биография
После смерти отца он часто упоминается в документах вместе с дядей Санчо II Наваррским и своим братом Гарсией Рамиресом.
Обычно считается, что Санчо скончался около 999 года, но недавно был обнаружен документ, показавший, что он был ещё жив в 1002 году. В этом документе, датированном 1002 годом, относящимся по времени между последним упоминанием Гарсии II Санчеса в 1000 году и первым упоминанием Санчо III Наваррского в 1004 году, Санчо Рамирес упоминается в качестве правителя области бо́льшей, чем Вигера. В связи с этим предполагается, что Санчо Рамирес некоторое время в период несовершеннолетия Санчо III был правителем Наварры. Позже 1002 года Санчо Рамирес нигде не упоминается и предполагается, что он вскоре скончался.
Санча Санчес упоминается в королевских документах, как привилегированное лицо, благодаря чему можно предположить, что она была дочерью Санчо Рамиреса, но её судьба неизвестна.